# (450931) Coculescu
Pour les articles homonymes, voir Coculescu.
(450931) Coculescu est un astéroïde de la ceinture principale.

## Description
(450931) Coculescu est un astéroïde de la ceinture principale. Il fut découvert le 11 mars 2008 à La Silla par le programme EURONEAR. Il présente une orbite caractérisée par un demi-grand axe de 2,77 UA, une excentricité de 0,06 et une inclinaison de 5,1° par rapport à l'écliptique.
Il est nommé d'après l'astronome roumain Nicolae Coculescu.

## Compléments